# 奥德凯尔克
奥德凯尔克（荷蘭語：Ouderkerk，荷蘭語：[ˈɑu̯.dərˌkɛrk] ⓘ）是荷兰南荷兰省的一个旧市镇。2005年人口8,100。面积28.53 km²，其中1.42 km²为水域。2015年1月1日，奥德凯尔克与市镇下莱克、贝赫安巴赫特、弗利斯特和斯洪霍芬合并为新市镇克林珀讷瓦尔德（Krimpenerwaard）。